# Trichogramma aurosum
Trichogramma aurosum är en stekelart som beskrevs av Sugonjaev och Sorokina 1976. Trichogramma aurosum ingår i släktet Trichogramma och familjen hårstrimsteklar. Inga underarter finns listade i Catalogue of Life.